# خورشیدگرفتگی ۷ سپتامبر ۱۸۲۰
در ۷ سپتامبر ۱۸۲۰ خورشیدگرفتگی حلقه‌ای رخ داد. خورشیدگرفتگی زمانی روی می‌دهد که ماه از بین زمین و خورشید عبور کند و در نتیجه تصویر خورشید یا به‌طور کامل پنهان می‌شود یا نور خورشید بسیار کم می‌شود؛ ولی خورشیدگرفتگی حلقه‌ای زمانی رخ می‌دهد که قطر ظاهری ماه کوچک‌تر از خورشید بشود که باعث می‌شود بیشتر نور خورشید مسدود شده و خورشید شبیه تاج به نظر برسد.

## مشاهده و پیش بینی
نقشه بالا تصویر کتابی است که در سال ۱۸۱۶ در براگ منتشر شده. این تصاویر توسط فرانتس ایگناز کاسیان هالاشچکا (Franz Ignaz Cassian Hallaschka) ثبت شده این تصویر بعدها توسط فردریش بسل توسعه یافت.

## کسوف‌های مرتبط
ساروس خورشیدی ۱۲۲.